# Mūsáābād-e Bakhtīārī
Mūsáābād-e Bakhtīārī (persiska: موسی آباد بختیاری) är en ort i Iran.   Den ligger i provinsen Teheran, i den centrala delen av landet, 50 km söder om huvudstaden Teheran. Mūsáābād-e Bakhtīārī ligger 909 meter över havet och antalet invånare är 846.
Terrängen runt Mūsáābād-e Bakhtīārī är platt. Runt Mūsáābād-e Bakhtīārī är det tätbefolkat, med 297 invånare per kvadratkilometer. Närmaste större samhälle är Varamin, 2,4 km nordost om Mūsáābād-e Bakhtīārī. Trakten runt Mūsáābād-e Bakhtīārī består till största delen av jordbruksmark.